# Cratere Maclear

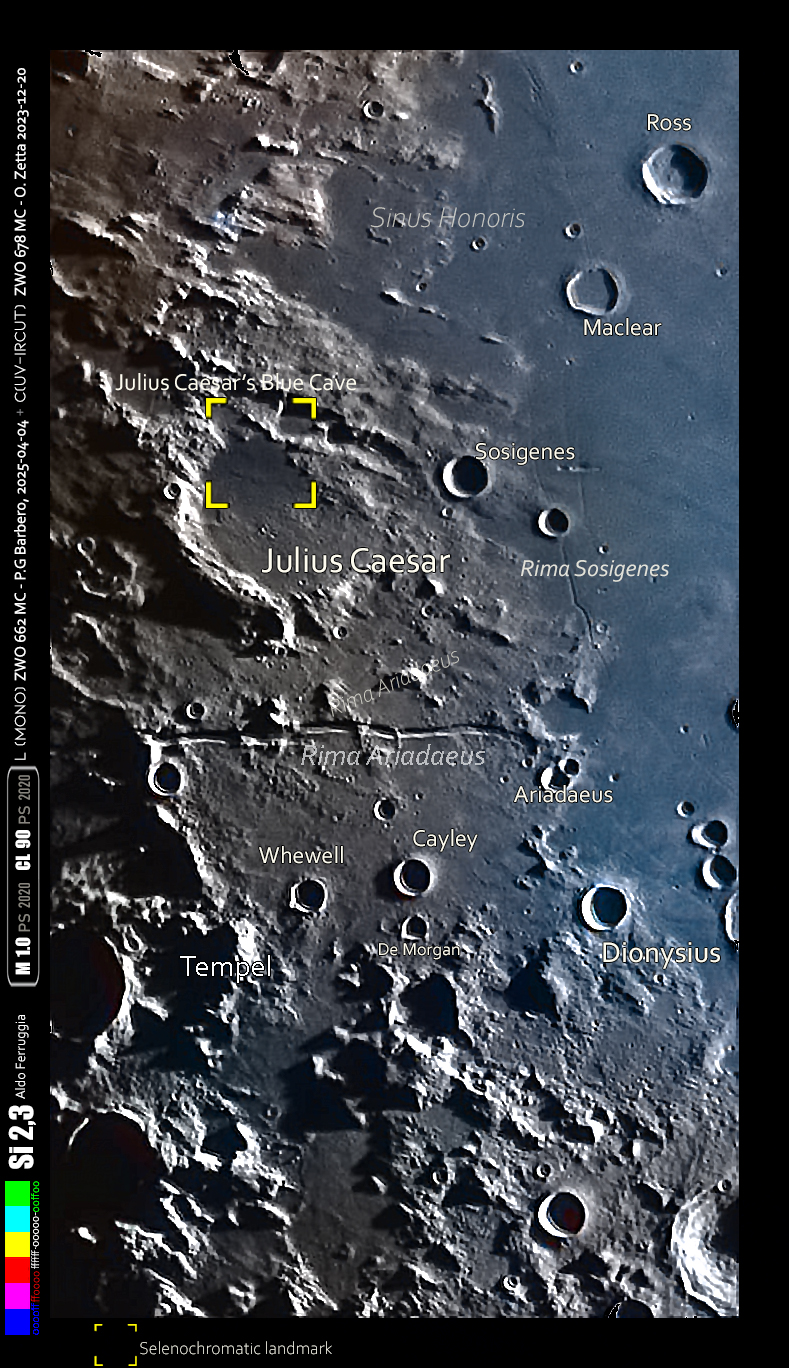
Il cratere (in alto a destra) con le strutture vicine in una Immagine Selenocromatica(Si)

Maclear è un cratere lunare intitolato all'astronomo sudafricano Thomas Maclear. Il cratere si trova nella parte nordovest del Mare Tranquillitatis, ed è completamente ricoperto di lava. Si trova a sudest del cratere Ross, leggermente più grande, e a nordest del cratere Sosigene, mentre a sud-sudest si trova il cratere Arago.
Con la maggior parte del fondale sommerso da depositi di lava basaltica, ciò che rimane del cratere è un orlo abbastanza basso che si staglia sul mare circostante. La sua forma non è propriamente circolare, visto che presenta un piccolo rigonfiamento lungo il bordo occidentale. L'altitudine del bordo è piuttosto uniforme e non molto erosa.
L'orlo si trova al termine meridionale di una rima appartenente ad un sistema che corre lungo il confine occidentale del Mare Tranquillitatis. Il sistema di rime a nord del cratere è noto come Rimae Maclear, mentre quelle a sud-sudovest sono dette Rimae Sosigenes. Le rimae Maclear si estendono per circa 100 km, fino a raggiungere il cratere Al-Bakri a nord proprio sul confine del mare.

## Crateri correlati
Alcuni crateri minori situati in prossimità di Maclear sono convenzionalmente identificati, sulle mappe lunari, attraverso una lettera associata al nome.
| Maclear | Latitudine | Longitudine | Diametro |
| ------- | ---------- | ----------- | -------- |
| A       | 11.3° N    | 18.0° E     | 5 km     |